# Ed Burns
Ed Burns est un écrivain, scénariste et producteur américain de télévision. Il a collaboré avec David Simon comme co-scénariste sur les séries The Corner, The Wire, Generation Kill et The Plot Against America.
Ancien enquêteur de police au sein des brigades criminelles et des brigades des stupéfiants de Baltimore et professeur dans les collèges publics, son expérience de ces milieux alimente son travail d'écriture.

## Biographie

### Enseignement
Burns déclara qu'il déboula dans l'enseignement avec peu de préparation en raison de la forte demande en enseignants pour les écoles des quartiers défavorisés de la ville de Baltimore. Il enseigna aux 7e année, équivalent américain de la 5e dans le système éducatif français. D'un point de vue psychologique, il compara cette expérience de l'enseignement à la guerre du Vietnam. Il vécut cette expérience comme un défi, en raison des dommages émotionnels qui ont déjà éprouvé la vaste majorité de ses élèves avant qu'ils n'arrivent dans sa salle de classe. Sa priorité première fut d'inculquer un bon comportement à ses élèves. Il ressentit que son impact majeur était de donner aux enfants l'exemple d'un « adulte conscient, toujours là, qui se tient toujours à ce qu'il dit, c'était ainsi un nouveau monde pour eux »[réf. souhaitée].

### The Corner
En 1995, il coécrit, avec David Simon, The Corner: A Year in the Life of an Inner-City Neighborhood, le témoignage authentique d'une communauté de Baltimore Ouest dominée par un important marché de la drogue. David Simon attribue à son éditeur la suggestion de n'observer qu'un seul drug corner, coin qui sert de point de vente de drogue.
Le livre est nommé Notable Book of the Year par le New York Times. Une adaptation télévisée du livre, aussi appelée The Corner, a été produite en une mini-série totalisant six heures, pour HBO. La série fut récompensée par trois Emmy Awards.

### The Wire
Il coécrit Sur écoute (The Wire), une série télévisée américaine.